# Contes de la vieille grand-mère

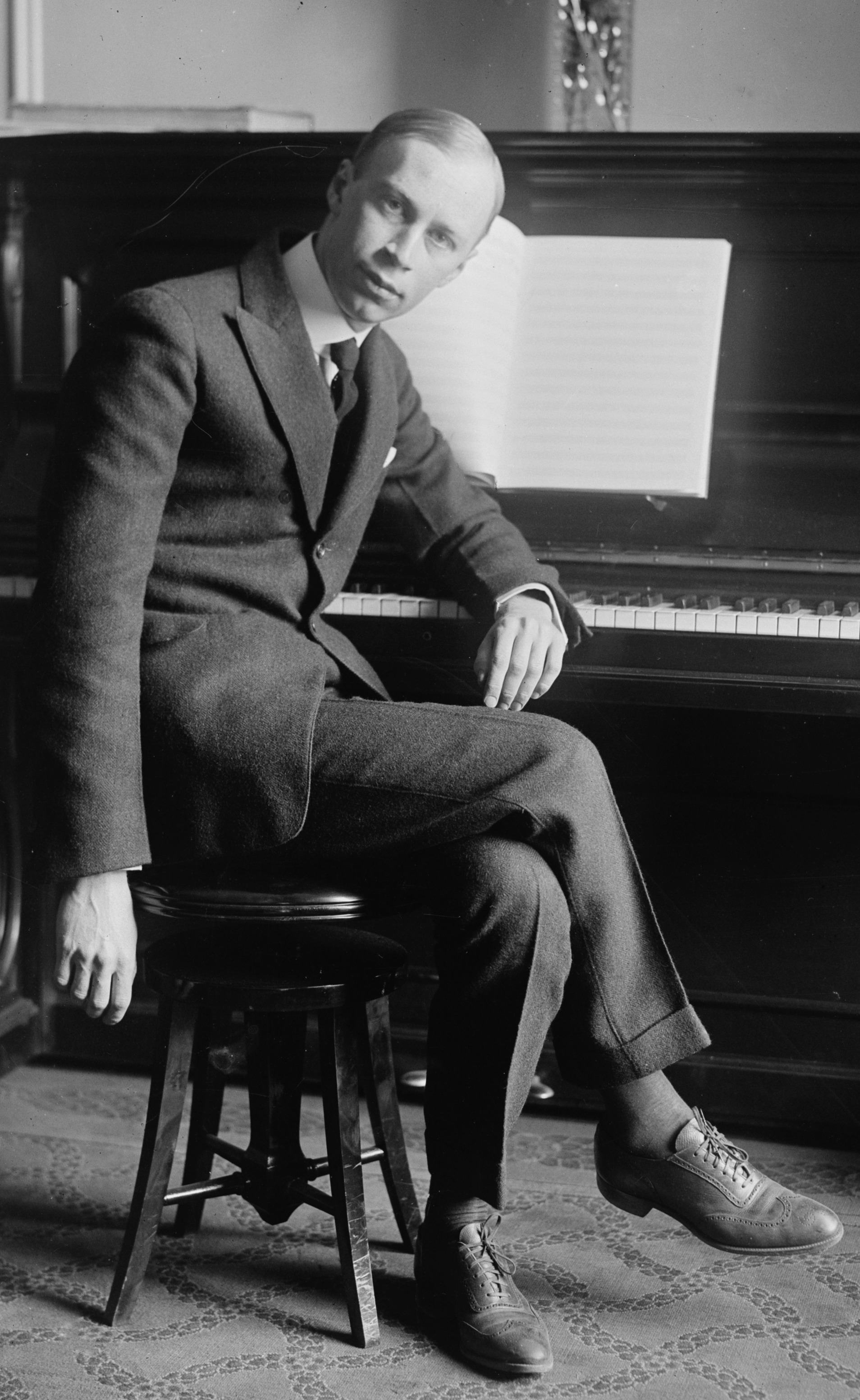
Sergueï Prokofiev

Contes de la vieille grand-mère op. 31 est un recueil de quatre pièces pour piano de Serge Prokofiev. Composé en 1918 aux États-Unis, il porte en épigraphe : « certains souvenirs se sont à moitié effacés dans sa mémoire, d'autres ne s'effaceront jamais ».

## Mouvements
1. Moderato (ré mineur)
2. Andantino (fa dièse mineur)
3. Andante assaï (mi mineur)
4. Sostenuto (si mineur)